# Aptenodytes patagonicus patagonicus

## Pinguino reale ssppatagonicus

### Tassonomia
Aptenodytes patagonicus patagonicus J. F. Miller, 1778.

### Distribuzione
Isole Falkland, Georgia del Sud, coste meridionali dell'Argentina.
Vedi Aptenodytes patagonicus per altre informazioni generali sulla specie.